# Les Corps Glorieux
Les Corps Glorieux („Die verklärten Leiber“) ist ein von Olivier Messiaen im Jahr 1939 komponierter Zyklus für Orgel. Sein Untertitel lautet: Sept Visions brèves de la Vie des Ressucités (Sieben kurze Visionen vom Leben der Auferstandenen).
Das siebenteilige Werk gehört zusammen mit L’Ascension (1934) und La Nativité du Seigneur (1935) zu den drei frühen Orgel-Zyklen des Komponisten.

## Entstehung
Messiaen verbrachte die Sommerferien 1939 in Petichet und schloss dort am 25. August die Komposition von Les Corps Glorieux ab. Kurz darauf wurde er zur Armee einberufen. Erst nach seiner Rückkehr aus der deutschen Kriegsgefangenschaft im März 1941 konnte er Registrierungen sowie Finger- und Fußsätze hinzufügen und das Stück damit zur Veröffentlichung vorbereiten. Diese erfolgte Anfang Juni 1942 im Pariser Verlag Leduc. 
Nach einer ersten privaten Aufführung für Messiaens Schüler im Juli 1941 und der Uraufführung zweier Einzelsätze im Dezember 1941 spielte Messiaen die Uraufführung des kompletten Zyklus am 15. November 1943 in „seiner“ Trinité-Kirche in Paris.

## Sätze

### I. Subtilité des corps glorieux
„Die Geistigkeit der verklärten Leiber“
Dieses länger als fünf Minuten dauernde Stück ist einstimmig und fußt auf einer gregorianischen Antiphon, die Messiaen in seinem Stil ausgeschmückt hat. Jeweils das Ende einer Phrase wird als Echo wiederholt. Cornet-Registrierungen in Grand-Orgue, Positif und Récit wechseln einander ab. Die Einstimmigkeit als einfachste und reinste musikalische Form symbolisiert die „Subtilité“.
Das vom Komponisten hinzugesetzte Motto dieses Satzes lautet in der deutschen Übersetzung: „Gesät wird ein irdischer Leib, auferweckt ein geistiger Leib. Und sie werden rein sein wie die Engel Gottes im Himmel.“ (1. Korinther 15, 44; Matthäus 22, 30)

### II. Les eaux de la grace
„Die Wasser der Gnade“
Der „Strom der Gnadenwasser“ wird hier symbolisiert durch ein 4’-Ostinato im Pedal, welches in der linken Hand in kleineren Notenwerten umspielt wird, während in der rechten Hand eine harmonisierte Melodie erklingt. Den besonderen Reiz dieses Satzes macht die ungewöhnliche Registrierung mit ihrer Oktavverdoppelung der Melodie durch ein 16’-Register und die Terz- und Quintmischung aus. Nach 29 Takten bricht der Satz ohne echten Schluss ab, die Melodie könnte bis in die Unendlichkeit fortgeführt werden.
Das vom Komponisten hinzugesetzte Motto dieses Satzes lautet in der deutschen Übersetzung: „Das Lamm inmitten des Thrones wird die Auserwählten zu den Wassern des Lebens führen.“ (Offenbarung Johannes 7, 17)

### III. L’ange aux parfums
„Der Engel mit dem Räucherwerk“
Die Bandbreite der Kompositionstechniken reicht in diesem Satz von der Einstimmigkeit bis zu komplizierter Kontrapunktik. Eine zu Beginn erklingende einstimmige Melodie (von der Messiaen sagte, von ihr gehe der Reiz der Hindu-Musik aus) wird im zweiten Teil des Satzes zu einem im Pedal vorgetragenen Cantus firmus. In einem folgenden, schnellen Teil wird das Aufsteigen des Räucherwerks symbolisiert. Auch das Ende dieses Satzes mündet ins Leere.
Das vom Komponisten hinzugesetzte Motto dieses Satzes lautet in der deutschen Übersetzung: „Der Duft des Räucherwerkes stieg mit den Gebeten der Heiligen aus der Hand des Engels zu Gott empor.“ (Offenbarung Johannes 8, 4)

### IV. Combat de la mort et de la vie
„Kampf zwischen Tod und Leben“
Hierbei handelt es sich um den längsten Satz des Zyklus. Den Tod verkörpert anfangs eine aggressive Toccata über einem kraftvollen Pedalthema, nach deren Ende das Leben durch eine ruhige Meditation dargestellt wird.
Das vom Komponisten hinzugesetzte Motto dieses Satzes lautet in der deutschen Übersetzung: „Tod und Leben kämpften einen wunderlichen Kampf. Obgleich gestorben, siegt der Fürst des Lebens und herrscht. Er spricht: Mein Vater, ich bin auferstanden, und ich bin bei dir.“ (Sequenz und Introitus vom Osterfest)

### V. Force et agilité des corps glorieux
„Kraft und Gewandtheit der verklärten Leiber“
In diesem Satz herrscht in Oktaven geführte Einstimmigkeit vor, das prägende Hauptmotiv besteht aus einem kurzen Glissando kurz darauf gefolgt von einer staccato gespielten Achtelkette auf einem einzelnen Ton.
Das vom Komponisten hinzugesetzte Motto dieses Satzes lautet in der deutschen Übersetzung: „Gesät wird ein schwacher Leib, auferweckt ein kraftvoller Leib“ (1. Korinther 15, 43).

### VI. Joie et clarté des corps glorieux
„Freude und Glanz der verklärten Leiber“
Über einer liegenden Quinte im Pedal erklingt gleich zu Beginn des Satzes das einstimmige, rhapsodische Thema in der Oberstimme („Freudenmotiv“), unterbrochen von je drei im Récit gespielten Akkorden. Hierauf folgt ein ruhigerer Mittelteil, in dem das Cromorne des Positifs und die Hautbois des Récits korrespondieren. Haupt- und Mittelteil wechseln abermals einander ab, danach folgt die Coda, die den Hauptteil rhythmisch leicht verändert präsentiert. Das „Freudenmotiv“ bricht anschließend spektakulär aus und beschließt den Satz mit einem virtuosen Glissando.
Das vom Komponisten hinzugesetzte Motto dieses Satzes lautet in der deutschen Übersetzung: „Alsdann werden die Gerechten leuchten wie die Sonne im Reiche ihres Vaters.“ (Matthäus 13, 43)

### VII. Le mystère de la Sainte Trinité
„Das Geheimnis der heiligen Dreifaltigkeit“
Im Gegensatz zu Messiaens Orgelzyklus La Nativité du Seigneur erfahren die Corps glorieux einen ruhigen und meditativen Abschluss. Die Dreifaltigkeit wird symbolisiert durch die Dreistimmigkeit des Satzes.
Außergewöhnliche Registrierungen (32’ im Pedal gegen 16’ und 2’ im Récit) dominieren diesen Satz, der als Vorgeschmack (jedoch nicht in klanglicher Hinsicht) auf den Orgelzyklus Méditations sur le Mystère de la Sainte Trinité gelten darf.
Das vom Komponisten hinzugesetzte Motto dieses Satzes lautet in der deutschen Übersetzung: „Allmächtiger Vater. Mit deinem eingeborenen Sohn und dem heiligen Geist bist du ein Gott. Nicht in der Einzigkeit einer Person, sondern in der Dreifaltigkeit einer Wesenheit.“ (Präfation vom Sonntag Trinitatis)

## Notenausgabe
Olivier Messiaen: Les corps glorieux. Sept Visions brèves de la Vie des Ressucités. Alphonse Leduc, Paris 1942: 
- Heft 1: Nr. 1–3, Verlagsnr. 20068
- Heft 2: Nr. 4, Verlagsnr. 20071
- Heft 3: Nr. 5–7, Verlagsnr. 20072